# Liste der Biografien/Meyer, T
Liste der Biografien |
Portal Biografien |
T Personensuche
# |
A |
B |
C |
D |
E |
F |
G |
H |
I |
J |
K |
L |
M |
N |
O |
P |
Q |
R |
S |
T |
U |
V |
W |
X |
Y |
Z |
?
 
Ma |
Mb |
Mc |
Md |
Me |
Mf |
Mg |
Mh |
Mi |
Mj |
Mk |
Ml |
Mm |
Mn |
Mo |
Mp |
Mq |
Mr |
Ms |
Mt |
Mu |
Mv |
Mw |
Mx |
My |
Mz
 
Mea–Mee |
Mef |
Meg |
Meh |
Mei |
Mej |
Mek |
Mel |
Mem |
Men |
Meo |
Mep |
Mer |
Mes |
Met |
Meu |
Mev |
Mew |
Mex |
Mey |
Mez
 
Meyb |
Meyd |
Meye |
Meyf |
Meyg |
Meyh |
Meyi |
Meyj |
Meyk |
Meyl |
Meyn |
Meyo |
Meyp |
Meyr |
Meys |
Meyt |
Meyz
 
Meyen |
Meyer
 
Meyer, A |
Meyer, B |
Meyer, C |
Meyer, D |
Meyer, E |
Meyer, F |
Meyer, G |
Meyer, H |
Meyer, I |
Meyer, J |
Meyer, K |
Meyer, L |
Meyer, M |
Meyer, N |
Meyer, O |
Meyer, P |
Meyer, R |
Meyer, S |
Meyer, T |
Meyer, U |
Meyer, V |
Meyer, W |
Meyer, Y |
Meyer, Z |
Meyerb |
Meyerd |
Meyere |
Meyerf |
Meyerh |
Meyeri |
Meyerl |
Meyerm |
Meyern |
Meyero |
Meyerr |
Meyers
Die Liste der Biografien führt alle Personen auf, die in der deutschsprachigen Wikipedia einen Artikel haben. Dieses ist eine Teilliste mit 33 Einträgen von Personen, deren Namen mit den Buchstaben „Meyer, T“ beginnt.

## Meyer, T

### Meyer, Ta
- Meyer, Tanja (* 1973), deutsche Politikerin (Bündnis 90/Die Grünen)

### Meyer, Th
- Meyer, Theo (1932–2007), deutscher Schriftsteller
- Meyer, Theodor (1806–1893), deutscher Verwaltungsbeamter
- Meyer, Theodor (1853–1936), deutscher Reichsgerichtsrat
- Meyer, Theodor (1861–1944), deutscher protestantischer Geistlicher und Politiker (NLP, DVP), MdR, MdL
- Meyer, Theodor (1882–1972), deutscher Mathematiker, Physiker und Lehrer
- Meyer, Theodor Traugott (1904–1948), deutscher Schutzhaftlagerführer und Adjutant in Konzentrationslagern
- Meyer, Thomas (* 1943), deutscher Politikwissenschaftler, Mitglied der Grundsatzkommission (SPD)
- Meyer, Thomas (* 1950), Schweizer Publizist, Verleger und Anthroposoph
- Meyer, Thomas (* 1955), deutscher Unternehmer
- Meyer, Thomas (* 1966), deutscher Philosoph
- Meyer, Thomas (* 1967), deutscher Neurologe und Unternehmer
- Meyer, Thomas (* 1970), deutscher Politiker (SPD), Bürgermeister von Enger
- Meyer, Thomas (* 1974), Schweizer SchriftstellerThomas Meyer (* 1974)

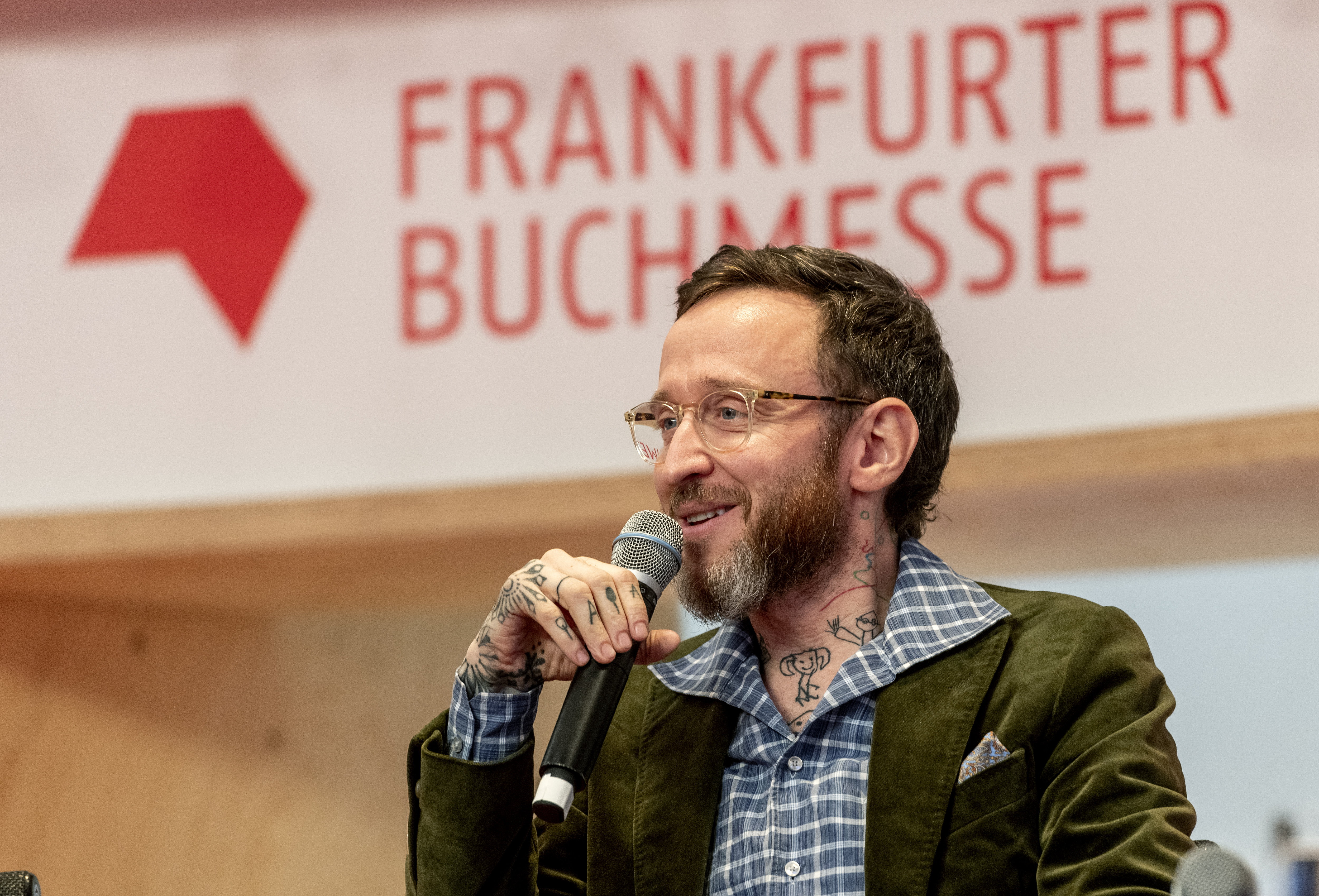
Thomas Meyer (* 1974)

- Meyer, Thomas (* 1979), deutscher Politiker (Die Linke), MdHB
- Meyer, Thomas (* 1983), deutscher Politikwissenschaftler
- Meyer, Thomas F. (* 1952), deutscher Biologe

### Meyer, Ti
- Meyer, Till (* 1944), deutscher Terrorist der Bewegung 2. Juni, Agent der DDR-Staatssicherheit
- Meyer, Tim (* 1967), deutscher Sportmediziner
- Meyer, Tim (* 2005), deutscher Fußballspieler
- Meyer, Titus (* 1986), deutscher Schriftsteller

### Meyer, To
- Meyer, Tobias (* 1963), österreichischer Auktionator und Kunsthändler
- Meyer, Tobias (* 1975), deutscher ManagerTobias Meyer (* 1975)

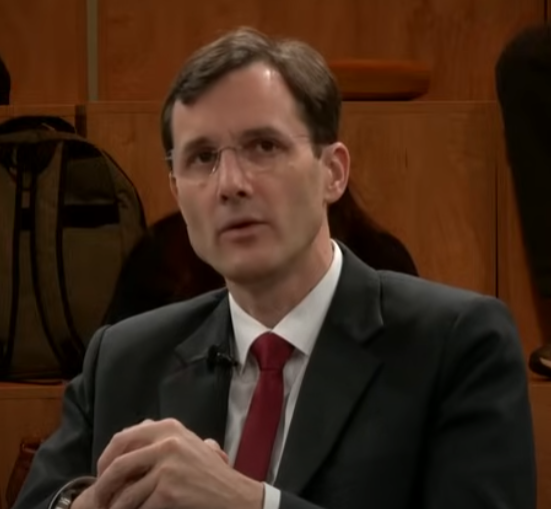
Tobias Meyer (* 1975)

- Meyer, Tobias (* 1979), deutscher Politiker (CDU) und seit dem 16. Dezember 2020 Bürgermeister der Gemeinde Haßloch in der Pfalz
- Meyer, Tobias (* 1988), deutscher Springreiter
- Meyer, Tony (* 1947), britischer Schauspieler
- Meyer, Torben (1884–1975), dänischer Schauspieler
- Meyer, Torsten (* 1965), deutscher Kunstpädagoge und Hochschullehrer
- Meyer, Torsten (* 1973), deutscher Sänger (Bariton) und Hochschullehrer

### Meyer, Tr
- Meyer, Traugott (1895–1959), Schweizer Lehrer und Schriftsteller
- Meyer, Travis (* 1989), australischer Bahn- und Straßenradrennfahrer
- Meyer, Trude (1914–1999), deutsche Kunstturnerin und Olympiasiegerin
- Meyer, Trudel (1922–1989), deutsche Politikerin (SPD), MdB